# 요괴인간

《요괴인간》(원제: 妖怪人間ベム 요카이닌겐베무[*], 요괴인간 벰)은 1968년 10월 7일부터 1969년 3월 31일까지 후지 TV에서 매주 월요일에 방송된 애니메이션이다. 총26화이다. 한국에는 동양방송에서 1969년 8월 17일부터 1970년 2월 1일까지 매주 일요일 저녁에 1972년 1월 13일부터 '로빈 특공대'를 이어 1973년 5월 31일까지 매주 목요일 저녁 6시쯤 방송됐다. 제일동화의 일본인 작화 스태프가 한국에 파견되어 동양방송의 동화제작부에서 한국인 스태프를 지도하는 형태로 제작되었다. 이후 《황금박쥐》도 같은 방식으로 동양방송과 합작으로 제작했다.
2011년 NTV에서 실사 드라마로 방송되었다.

## 같이 보기
- 요괴인간 벰 (드라마)
- 황금박쥐